# Władcy Toskanii

## Margrabiowie Toskanii
| #  | Imię                                |  | Urodzony      | Zmarł                            | Czas rządów | Rodzice                                      |
| -- | ----------------------------------- |  | ------------- | -------------------------------- | ----------- | -------------------------------------------- |
| 1  | Bonifacy I Bonifacio I              |  | ???           | 823                              | 812–813     | ???                                          |
| 2  | Bonifacy II Bonifacio II            |  | ???           | 834                              | 828-834     | Bonifacy I Toskański ???                     |
| 3  | Aganus                              |  | ???           | ???                              | 835-845     | ???                                          |
| 4  | Adalbert I                          |  | ok. 820       | 27 maja 886                      | 847-886     | Bonifacy II Toskański ???                    |
| 5  | Adalbert II Bogaty                  |  | ok. 875       | 10/15 września 915               | 886-915     | Adalbert I Toskański Rothilda ze Spoleto     |
| 6  | Gwidon                              |  | ???           | 929                              | 915-929     | Adalbert II Bogaty Berta Lotaryńska          |
| 7  | Lambert                             |  | ???           | po 938                           | 929-931     | Adalbert II Bogaty Berta Lotaryńska          |
| 8  | Boso Bosone                         |  | 885           | 936                              | 931-936     | Tybald z Arles Berta Lotaryńska              |
| 9  | Hubert ze Spoleto Uberto di Spoleto |  | ???           | 15 września 967                  | 936-961     | Hugo z Arles Wandelmonda                     |
| 10 | Hugon Wielki Ugo il Grande          |  | ok. 950       | 21 grudnia 1001 Pistoia          | 961-1001    | Humbert Toskański Willa ze Spoleto           |
| 11 | Bonifacy Bonifacio                  |  | ???           | 1012                             | 1002-1012   | Adalbert z Bolonii Bertila                   |
| 12 | Rainier                             |  | ???           | ???                              | 1014-1024   | ???                                          |
| 13 | Bonifacy III Bonifacio II           |  | ok. 985       | 6 maja 1052 Martino dall’Argine  | 1027-1052   | Tedald z Canossy Willa z Bolonii             |
| 14 | Fryderyk Federico                   |  | ???           | lipiec 1055                      | 1052-1055   | Bonifacy III Toskański Beatrycze de Bar      |
| 15 | Beatrycze de Bar Beatrice           |  | ok. 1017      | 18 kwietnia 1076                 | 1052-1076   | Fryderyk II Lotaryński Matylda Szwabska      |
| 16 | Godfryd I                           |  | ok. 997       | 30 grudnia 1069                  | 1054-1069   | Gothelo I Wielki ???                         |
| 17 | Godfryd II                          |  | ok. 1040      | 27 lutego 1076                   | 1069-1076   | Godfryd III Brodaty Doda                     |
| 18 | Matylda Matilde                     |  | 1046          | 24 lipca 1115 Bondeno di Roncore | 1076-1115   | Bonifacy III Toskański Beatrycze de Bar      |
| 19 | Welf II                             |  | 1072          | 24 września 1120 Kaufering       | 1089-1095   | Welf I Judyta Flandryjska                    |
| 20 | Konrad von Scheiern                 |  | ???           | ???                              | 1120-1127   | ???                                          |
| 21 | Henryk                              |  | ok. 1108      | 20 października 1139 Kwedlinburg | 1135-1139   | Henryk IX Czarny Wulfhilda Saska             |
| 22 | Ulryk von Attems                    |  | ???           | ???                              | 1139-1152   | ???                                          |
| 23 | Welf VI                             |  | 1115          | 15 grudnia 1191 Memmingen        | 1152-1167   | Henryk IX Czarny Wulfhilda Saska             |
| 24 | Filip Szwabski Filippo di Svevia    |  | sierpień 1177 | 21 czerwca 1208 Bamberg          | 1195-1197   | Fryderyk I Barbarossa Beatrycze I Burgundzka |

## Władcy Florencji

### Medyceusze
| # | Imię                                          |  | Urodzony                   | Zmarł                            | Czas rządów | Rodzice                              |
| - | --------------------------------------------- |  | -------------------------- | -------------------------------- | ----------- | ------------------------------------ |
| 1 | Kosma Starszy Cosimo I                        |  | 27 września 1389 Florencja | 1 sierpnia 1464 Carregio         | 1434-1464   | Jan Medyceusz Piccarda Bueri         |
| 2 | Piotr I Podagryk Piero I il Gottoso           |  | 1416 Florencja             | 2 grudnia 1469 Florencja         | 1464-1469   | Kosma Starszy Contessina Bardi       |
| 3 | Wawrzyniec I Wspaniały Lorenzo I il Magnifico |  | 1 stycznia 1449 Florencja  | 8 kwietnia 1492 Carregio         | 1469-1492   | Piotr I Podagryk Lukrecja Tornabuoni |
| 4 | Julian Giuliano                               |  | 1453 Florencja             | 26 kwietnia 1478 Florencja       | 1469-1478   | Piotr I Podagryk Lukrecja Tornabuoni |
| 5 | Piotr II Nieszczęśliwy Piero II il Fatuo      |  | 15 lutego 1471 Florencja   | 28 grudnia 1503 rzeka Garigliano | 1492-1494   | Wawrzyniec Wspaniały Klara Orsini    |

1494 – 1512 : Republika
| # | Imię                     |  | Urodzony                   | Zmarł                    | Czas rządów | Rodzice                              |
| - | ------------------------ |  | -------------------------- | ------------------------ | ----------- | ------------------------------------ |
| 6 | Julian Giuliano          |  | 12 marca 1479 Florencja    | 17 marca 1516 Florencja  | 1512-1516   | Wawrzyniec Wspaniały Clarissa Orsini |
| 7 | Wawrzyniec II Lorenzo II |  | 12 września 1492 Florencja | 4 maja 1519 Florencja    | 1516-1519   | Piotr II Medyceusz Alfonsina Orsini  |
| 8 | Juliusz Giulio           |  | 26 maja 1478 Florencja     | 25 września 1534 Watykan | 1519-1523   | Julian Medyceusz Fioretta Gorini     |
| 9 | Hipolit Ippolito         |  | 1511 Florencja             | 10 sierpnia 1535 Itri    | 1523-1527   | Julian Medyceusz ???                 |

1527 – 1530 : Republika
| #  | Imię                  |  | Urodzony                  | Zmarł                              | Czas rządów | Rodzice                                          |
| -- | --------------------- |  | ------------------------- | ---------------------------------- | ----------- | ------------------------------------------------ |
| 10 | Aleksander Alessandro |  | 22 lipca 1510 Florencja   | 6 stycznia 1537 Florencja          | 1530-1537   | Wawrzyniec II Medyceusz Simonetta da Collavechio |
| 11 | Kosma I Cosimo I      |  | 12 czerwca 1519 Florencja | 21 kwietnia 1574 Villa di Castello | 1537-1569   | Ludwik Medyceusz Maria Salviati                  |

## Wielcy książęta Toskanii

### Medyceusze
| # | Imię                       |  | Urodzony                   | Zmarł                              | Czas rządów | Rodzice                                          |
| - | -------------------------- |  | -------------------------- | ---------------------------------- | ----------- | ------------------------------------------------ |
| 1 | Kosma I Cosimo I           |  | 12 czerwca 1519 Florencja  | 21 kwietnia 1574 Villa di Castello | 1569-1574   | Ludwik Medyceusz Maria Salviati                  |
| 2 | Franciszek I Francesco I   |  | 25 marca 1541 Florencja    | 17 października 1587               | 1574-1587   | Kosma I Medyceusz Eleonora Alba                  |
| 3 | Ferdynand I Ferdinando I   |  | 30 lipca 1549 Florencja    | 17 lutego 1609 Florencja           | 1587-1609   | Kosma I Medyceusz Eleonora Alba                  |
| 4 | Kosma II Cosimo II         |  | 12 maja 1590 Florencja     | 28 lutego 1621 Florencja           | 1609-1621   | Ferdynand I Medyceusz Krystyna Lotaryńska        |
| 5 | Ferdynand II Ferdinando II |  | 14 lipca 1610 Florencja    | 23 maja 1670 Florencja             | 1621-1670   | Kosma II Medyceusz Maria Magdalena Habsburg      |
| 6 | Kosma III Cosimo III       |  | 14 sierpnia 1642 Florencja | 31 października 1723 Florencja     | 1670-1723   | Ferdynand II Medyceusz Vittoria della Rovere     |
| 7 | Jan Gaston Gian Gastone    |  | 24 maja 1671 Florencja     | 9 lipca 1737 Florencja             | 1723-1737   | Kosma III Medyceusz Małgorzata Ludwika Orleańska |

### Dynastia habsbursko-lotaryńska
| #  | Imię                                |  | Urodzony              | Zmarł                      | Czas rządów | Rodzice                                               |
| -- | ----------------------------------- |  | --------------------- | -------------------------- | ----------- | ----------------------------------------------------- |
| 8  | Franciszek Stefan Francisco Stefano |  | 8 grudnia 1708 Nancy  | 18 sierpnia 1765 Innsbruck | 1737-1765   | Leopold Józef Lotaryński Elżbieta Charlotta Orleańska |
| 9  | Piotr Leopold Piero Leopoldo        |  | 5 maja 1747 Wiedeń    | 1 marca 1792 Wiedeń        | 1765-1790   | Franciszek I Lotaryński Maria Teresa Habsburg         |
| 10 | Ferdynand III Ferdinando III        |  | 6 maja 1769 Florencja | 18 czerwca 1824 Florencja  | 1790-1799   | Piotr Leopold Habsburg Maria Ludwika Burbon           |

1799, 1800 – 1801 : rządy francuskie

## Królestwo Etrurii

### Burbonowie
| # | Imię               |  | Urodzony               | Zmarł                  | Czas rządów | Rodzice                                     |
| - | ------------------ |  | ---------------------- | ---------------------- | ----------- | ------------------------------------------- |
| 1 | Ludwik I Luigi I   |  | 5 lipca 1773 Piacenza  | 27 maja 1803 Florencja | 1801-1803   | Ferdynand I Parmeński Maria Amalia Habsburg |
| 2 | Ludwik II Luigi II |  | 22 grudnia 1799 Madryt | 16 kwietnia 1883 Nicea | 1803-1807   | Ludwik I Parmeński Maria Ludwika Burbon     |

1807 – 1809 : rządy francuskie

## Wielcy książęta Toskanii

### Dynastia Bonaparte
| #  | Imię        |  | Urodzony                | Zmarł                  | Czas rządów | Rodzice                                 |
| -- | ----------- |  | ----------------------- | ---------------------- | ----------- | --------------------------------------- |
| 11 | Eliza Elisa |  | 3 stycznia 1777 Ajaccio | 7 sierpnia 1820 Triest | 1809-1814   | Carlo Maria Buonaparte Letycja Ramolino |

### Dynastia habsbursko-lotaryńska
| #  | Imię                         |  | Urodzony                      | Zmarł                     | Czas rządów | Rodzice                                                      |
| -- | ---------------------------- |  | ----------------------------- | ------------------------- | ----------- | ------------------------------------------------------------ |
| 10 | Ferdynand III Ferdinando III |  | 6 maja 1769 Florencja         | 18 czerwca 1824 Florencja | 1814-1824   | Piotr Leopold Habsburg Maria Ludwika Burbon                  |
| 12 | Leopold II Leopoldo II       |  | 3 października 1797 Florencja | 29 stycznia 1870 Rzym     | 1824-1849   | Ferdynand III Toskański Luiza Maria Amelia Teresa Sycylijska |

1848 – 1849 : Republika
| #  | Imię                       |  | Urodzony                      | Zmarł                     | Czas rządów | Rodzice                                                      |
| -- | -------------------------- |  | ----------------------------- | ------------------------- | ----------- | ------------------------------------------------------------ |
| 12 | Leopold II Leopoldo II     |  | 3 października 1797 Florencja | 29 stycznia 1870 Rzym     | 1849-1859   | Ferdynand III Toskański Luiza Maria Amelia Teresa Sycylijska |
| 13 | Ferdynand IV Ferdinando IV |  | 10 czerwca 1835 Florencja     | 17 stycznia 1908 Salzburg | 1859-1860   | Leopold II Maria Antonietta Sycylijska                       |

1860 – włączenie do Królestwa Sardynii (następnie Zjednoczonych Włoch)